# Caravan (företag)
Caravan är ett husvagnsföretag från Eskilstuna som har sålt husvagnar sedan 1969.